# Sädesvätska

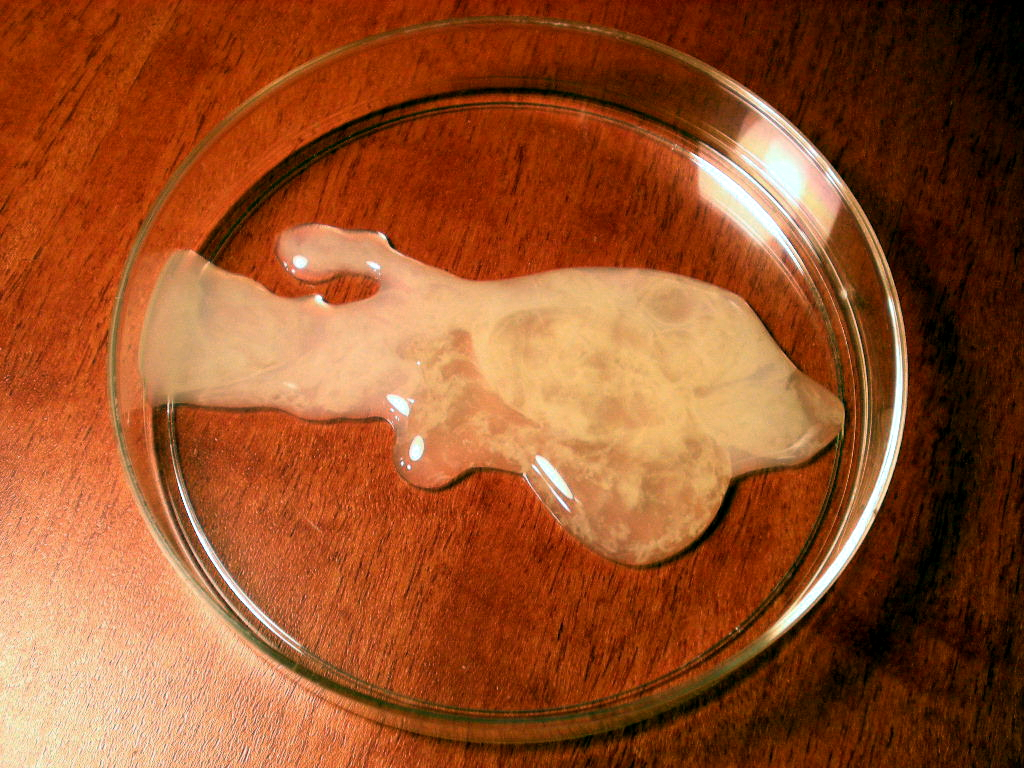
Sädesvätska.

Sädesvätska eller sperma är den vätska som utsöndras vid hanens sädesuttömning för att befrukta honans ägg. Sädesvätska innehåller hanens könsceller (spermier) och andra ämnen. Den är rik på zink, proteiner och fruktos. I de fall där en man är steriliserad innehåller sädesvätskan inte spermier. Kroppen slutar inte producera spermier i och med steriliseringen men de förhindras att nå penisen eftersom sädesledarna är kapade.

## Beskrivning
Sädesvätska är lätt mjölkaktig (opalescent), genomskinligt vitgul till färgen. Dess konsistens varierar främst beroende på sammansättningen av proteiner, från närmast vattenlik till lite tjockare. Sädesvätska som kommer i kontakt med syre eller vatten koagulerar snabbt och får en klisterliknande konsistens. 
Smak och lukt hos mänsklig sädesvätska varierar mycket beroende på bland annat kosthållning. Lukten är dock i allmänhet neutral och smaken ofta något salt. 
Rörliga spermier kan påträffas i kvinnan tre–fyra dygn efter samlag eller insemination.
Kvinnor kan vara allergiska mot mäns sädesvätska, även om det är ovanligt. Likartade symptom kan bero på annat, såsom svampinfektion. Allergi mot sädesvätska kan minska chanserna för en graviditet.

## Ejakulat
De olika ejakulatfraktionerna ("stötarna") är mycket olika varandra. I de första kommer de flesta spermierna och sekret (vätska) från prostata (blåshalskörteln) medan de sista två tredjedelarna av ejakulatet innehåller mycket få spermier och framför allt sekret från sädesblåsorna. Det är proteiner från sädesblåsorna som koagulerar och enzymer från prostata som får koaglet att lösa upp sig om de olika delarna blandas och förvaras tillsammans. Sädesblåsesekretet är negativt för spermierna (sämre rörlighet, sämre överlevnad och sämre skydd för arvsmassan) men vid samlag blir det ingen blandning utan spermierna kan simma in i livmoderhalssekretet för att ta sig upp till ägget och befrukta det. Just för att första delen av ejakulatet innehåller flest spermier är "avbrutet samlag" en mycket dålig metod att undvika graviditet, och för män som går igenom barnlöshetsutredning är det speciellt viktigt att fånga upp början av ejakulatet för att få en rättvis bild av hur bra deras spermier är.

## Kvalitet
Hur många spermier som ingår i en ejakulation varierar väldigt, mycket ofta är det någonstans mellan 40 miljoner och 250 miljoner. Låga antal spermier kan bero på problem i bildningen av spermier i testiklarna. Man kan inte med säkerhet säga att en man har nedsatt fertilitet enbart utifrån antalet spermier i ejakulatet förrän antalet är långt under 40 miljoner. För en korrekt diagnos är det även väsentligt att undersöka hur spermierna rör sig och hur de ser ut. Denna information tillsammans med läkarens intervju av mannen och kroppsundersökning samt eventuella hormonundersökningar av blodet är nödvändiga för att kunna säga att mannen blivit ordentligt utredd. Läkare som sysslar speciellt med mannen och hans fortplantningsorgan kallas androloger. 
Antalet spermier i ett ejakulat beror dels på hur många som bildas i testiklarna, dels på hur bra transporten är ut från testiklarna och hur täta uttömningar mannen haft. Ju längre stimuleringstid före utlösning, desto fler spermier. Tätare uttömningar minskar totalantalet spermier och ejakulatets volym, men det finns inget som säger att de spermier som kommer ut skulle ha sämre förmåga att befrukta - troligare är att de färre spermierna är dugligare. Livsstilsfaktorer som minskar antalet spermier är stillasittande arbete (exempelvis taxiförare). Det leder nämligen till en förhöjd temperatur i skrotum (pungen), som i sin tur stör testiklarnas spermiebildning. Bildandet av spermier kallas spermatogenesen och består av flera steg. Ett av dessa utvecklingssteg är värmekänsligt. Det är anledningen till pungen sitter på utsidan av kroppen och att den drar ihop sig vid kyla och vidgas vid värme. Detta är kroppens sätt att ständigt justera temperaturen i pungen så att den håller 34 grader Celsius.
Vissa läkemedel kan ha en negativ effekt på spermierna, främst då cancerläkemedel som angriper de celler som delar sig oftast. Eftersom det sker en stor nybildning av spermier kommer dessa att drabbas.

## Sädesvätska i religiösa sammanhang
Beroende på religionens allmänna uppfattning om sexualitet har sädesvätska betraktats på olika sätt i många religioner.
- I den fornnordiska mytologin betraktades sädesvätska positivt. Den användes i olika fruktbarhetsriter och kunde till exempel spillas på jorden för att göra den fruktbar.
- I det Gamla Testamentet betraktades den som en oren kroppsvätska. Tredje Moseboken, en av Gamla testamentets böcker, berättar att en man efter utlösning var "oren" ända tills han hade tvättat sig och alla föremål sädesvätskan kom i kontakt med (förutom kvinnans vagina) var orena.
- Inom islam betraktas sädesvätskan som ren om mannen har tvättat sig efter urineringen (enligt islamsk lag), och därför är det inte "orent" att fortsätta sova på samma sängkläder som fanns i sängen under samlaget. Däremot är mannen "oren" efter en utlösning och måste utföra ghusl (rituellt bad) för att kunna förrätta bön eller läsa ur Koranen.[3]